# Edson Cordeiro

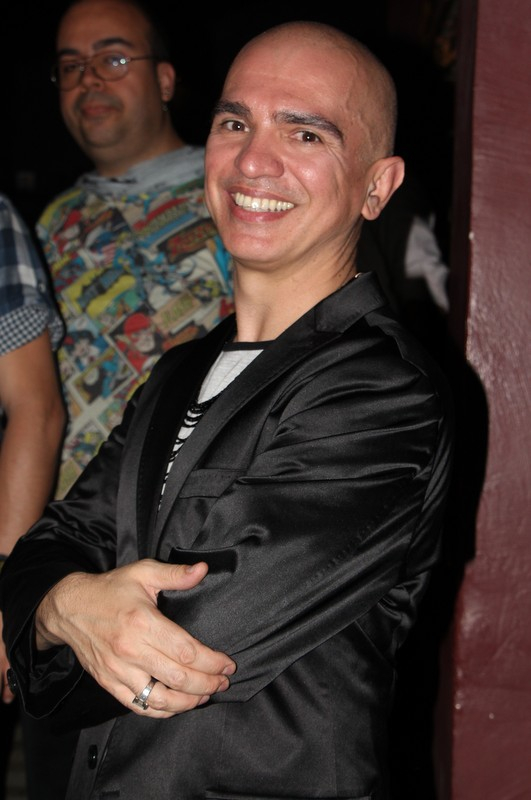
Edson Cordeiro (2015)

Edson Cordeiro (* 9. Februar 1967 in Santo André) ist ein brasilianischer Sänger und Countertenor. Er lebt seit 2007 in Deutschland (Berlin bzw. Hamburg).

## Leben
Cordeiro singt seit seinem sechsten Lebensjahr, zunächst im Kirchenchor einer evangelischen Kirche. Er spielte Kindertheater und mit 16 Jahren trat er in der Rockoper Amapola von Miguel Briamonte, seinem späteren Produzenten auf. 1988 agierte er als Sänger und Schauspieler in der brasilianischen Ausgabe des Rockmusicals Hair. Im Jahr darauf ging er mit Der eingebildete Kranke von Molière auf Tournee in Europa und Nord- und Mittelamerika.
Edson Cordeiro wurde Anfang der 1990er Jahre von einem Popmusik-Manager auf der Straße entdeckt. Seit August 1990 tritt er als Sänger mit eigenem Programm auf. Sein erster Auftritt im brasilianischen Fernsehen mit der Arie der Königin der Nacht aus der Zauberflöte von Wolfgang Amadeus Mozart machte ihn im gesamten Land bekannt und er wurde zu einem populären Popsänger in Brasilien. Sein Stimmumfang (Ambitus) beträgt vier Oktaven (G - g′′′). Dieses Vermögen nutzt er für sein breites musikalisches Repertoire, das von Sopranarien über Samba bis zu hartem Rockgesang im Stile Joe Cockers reicht. 1997 wechselte er zur elektronischen Disco-Musik, Clubbing wurde von Suba produziert.
1994 und 1995 kam er zum ersten Mal auch auf Tournee nach Europa und wurde einem Insiderpublikum bekannt. In den folgenden Jahren zog er sich etwas aus dem Showgeschäft zurück und kam erst in den Jahren 2004 und 2005 nach neun Jahren wieder zu Konzerten nach Deutschland. Seit 2007 tourt er überwiegend in Deutschland und im europäischen Ausland zusammen mit den Klazz Brothers mit einem neuen Programm, das sich zwischen Klassik und Jazz bewegt.

## Diskografie
- 1991: Edson Cordeiro (BR: Gold)[3]
- 1994: Edson Cordeiro 2
- 1996: Terceiro Sinal
- 1998: Clubbing
- 1998: Disco Clubbing Ao Vivo
- 1999: Disco Clubbing 2 - Mestre de Cerimônia
- 2001: Dê-se ao Luxo
- 2005: Contratenor
- 2007: Klazz meets the Voice, Klazz Brothers & Edson Cordeiro
- 2008: The Woman’s Voice (A Homage To Great Female Singers)